# Битва за Дизфуль
Битва за Дизфуль, также известная как Операция «Наср» (перс. عملیات نصر‎, 5-9 января 1981 года) — крупнейшее танковое сражение Ирано-иракской войны. Сражение началось с контр-наступления трёх иранских танковых соединений на танковые части Ирака, вторгшиеся на территорию страны в районе городов Дизфуль, Ахваз и Сусенгерд. Поскольку иракские силы заранее узнали о контратаке, то смогли подготовить засаду, заманив иранские бронетанковые бригады в огневой мешок, сформированный из трех иракских бронетанковых бригад. Из-за недостатков в работе разведки, иранцы попали в засаду, и четверо суток продолжались бои, осложнявшиеся плохой проходимостью местности, и закончившийся отступлением иранских соединений. Многие иранские танки не смогли быть эвакуированы после боя из-за глубокой грязи или просчетов в снабжении, оставивших их без топлива и боепитания. Те же условия местности воспрепятствовали иракцам преследовать отступающего противника.

## Предыстория
22 сентября 1980 года иракская армия под командованием Саддама Хусейна вторглась в Иран. Иран был значительно ослаблен исламской революцией, поэтому на начальном этапе войны столкнулся со значительными трудностями. Тем не менее, иранские ВВС, пусть и ослабленные санкциями и чистками, сумели нанести множество эффективных ударов по военным и промышленным целям в Ираке, что заметно ослабило иракский натиск и позволило иранским полувоенным формированиям связать наступающие иракские части боями, наиболее известным из которых стала битва за Хорремшехр. К ноябрю 1980 года, иракское наступление было остановлено, а иранские ВВС сумели завоевать практически полное превосходство в воздухе. ВМС Ирака также понесли потери. Несмотря на это, у Ирана не хватало сил немедленно выбить иракцев с захваченных позиций. Находясь под санкциями и не получая запасных частей и обслуживания для своей военной техники в основном американского и британского производства, Иран был вынужден использовать технику крайне бережливо. Из-за этого, хотя полувоенным и нерегулярным подразделениям Ирана и удалось сдержать натиск Ирака, прошло три месяца, прежде чем регулярная армия Ирана всерьез пришла им на помощь.
После Исламской революции 1979 года, регулярная армия Ирана, унаследованная от шахского режима, включая ВВС, была значительно ослаблена чистками и прекращением поставок оборудования и запчастей, в особенности со стороны их бывших союзников, США и Великобритании, и утратила место пятой армии мира. Все возрастающую роль в стране стал играть Корпус Стражей Исламской революции — КСИР. Война с Ираком означала, в том числе, и конфликт интересов армии и КСИР. В правительстве началась борьба между Президентом Абольхасаном Банисадром, поддерживавшим армию, и представителем оппозиционной Исламской Республиканской Партии, Премьер-Министром Мохаммадом Али Раджаи, принявшим сторону КСИР. Естественно, этот раскол затруднял военные операции и зачастую приводил к отсутствию координации в планировании, что делало Иран практически неспособным к крупным наступательным операциям, за исключением действий его ВВС. Обе части иранских вооруженных сил действовали сами по себе, без координации, но большинство тягот боев приходилось на долю КСИР, что отражалось на его репутации в обществе. Это, в свою очередь, вело к потере революционной репутации для Абольхасана Банисадра, поскольку он все больше воспринимался как сторонник отжившей, неэффективной светской структуры, унаследованной от шахской эпохи.

## Подготовка к операции
Под давлением снижающейся популярности президент Банисадр убедил Высшего руководителя Ирана аятоллу Хомейни, которому принадлежало решающее слово во всех государственных вопросах, назначить его непосредственным командующим регулярной армии. После того, как Банисадр прибыл на фронт, он начал планирование крупного контрнаступления на иракцев, которое получило название операция Наср («операция Победа»). В соответствии с планом контрнаступления, оно должно было быть исполнено исключительно силами регулярной армии, что продемонстрировало бы её превосходство над КСИР и позволило бы президенту получить политические дивиденды.
Планом операции предусматривалось наступление бронетанковых соединений Исламской Республики Иран в провинции Хузестан, где были сосредоточены основные силы вторгшихся иракцев. Её целью было освобождение города Абадан, который к тому времени уже год находился в осаде. Основному удару должны были предшествовать отвлекающие в районе городов Касре-Ширин и Мехран значительно севернее. Основными силами наступления должны были стать три бронетанковых бригады 16-й бронетанковой дивизии и 55-я парашютная бригада регулярной армии. Основная ось наступления лежала через реку Керхе между городами Сусенгерд и Ахваз, по западному берегу реки Карун. Части, запертые в Абадане, должны были нанести удар по осаждающим и соединиться с наступающими с севера соединениями. Собранные для наступления бронетанковые части Ирана значительно численно превосходили противника, так что план на бумаге выглядел исполнимым.
Хоть он и занимал пост президента, Банисадр не был полководцем, и неочевидные для него недостатки плана операции Наср неизбежно привели к серьёзным проблемам в его исполнении. Важнейшей из них стала неспособность пострадавшей от чисток и санкций армии Ирана проводить полноценные общевойсковые операции. Многие генералы шахской эпохи пострадали от чисток, а оставшиеся уступали им в компетентности и не рвались рисковать, чтобы реабилитироваться в глазах нового режима. Иранские соединения и до революции не были слишком искусны в танковой войне, и эти проблемы революцией только усложнились.
Вдобавок, значительная часть пехотных подразделений регулярной армии после революции была распущена, и времени для того, чтобы вернуть их в строй, было крайне мало. Из-за этого большую часть пехоты в вооруженных силах Исламской республики составляли подразделения КСИР, которые Банисадром были исключены из наступления по политическим соображениям, что вынудило его использовать для пехотной поддержки парашютистов 55-й бригады. На это наложилось отсутствие у армии Ирана достаточного количества вертолётов, артиллерии и боеприпасов для эффективной поддержки наступления. Иранцы бросили в бой порядка трёхсот танков (M47 Patton, M60 и Chieftain), но не имели не только превосходства 3 к 1, необходимого для прорыва, но и зачастую 2 к 1. Кроме того, у Ирана отсутствовала полноценная разведка. Несмотря на усилия Банисадра по борьбе с перечисленными проблемами и его попытки восстановить командную структуру иранской армии, она была просто неготова для полноценного крупномасштабного наступления.
Последним просчетом стал выбор места для наступления. Местность вокруг Сусенгарда болотистая, а во время сезонных наводнений и дождей превращается в настоящую топь, что делает её абсолютно неподходящей для полноценных действий танков. Это вынуждало иранцев наступать медленно, длинными колоннами по дорогам, с танками в голове, и их пехотной поддержкой в хвосте колонны, что вынуждало танки двигаться вперед без защиты флангов. Длинные колонны наступающих войск легко обнаруживались иракскими вертолётами, а большая глубина запланированного наступления облегчала иракские контратаки и давала им время на восполнение понесенных потерь, входя в противоречие с иранским планом неожиданного удара.
Так началась операция «Наср».

## Отвлекающие удары
Перед операцией Наср Иран начал три отвлекающих наступления в центральной части границы с Ираком. Первое, в районе города Касре-Ширин, началось 4-6 января. Бригада горных стрелков иранской регулярной армии была брошена на окопавшиеся иракские части, прикрывающие шоссе Тегеран — Багдад. Иранцам удалось продавить передовые позиции войск Ирака или проникнуть в разрывы в их обороне, и даже взять заметное количество пленных, но когда начались бои за каждую высоту, наступление захлебнулось под весом постоянно поступающих иракских подкреплений. Несмотря на то, что иранцам удалось сдвинуть линию фронта на 8 километров в сторону Багдада, заметного тактического преимущества они не получили. Именно подобный стиль и исход операций станут типичными для иранцев в битве за Дизфуль.
В рамках второго наступления иранские горно-стрелковые части попытались просочиться сквозь линию фронта и освободить Мехран. Результат был аналогичен предыдущему столкновению.
Третья атака была наиболее серьёзной: иранская мотопехотная дивизия атаковала иракские части на западном берегу реки Карун, неподалеку от Ахваза. Целью наступления было выбить иракцев из окрестностей города на дальность, которая бы не позволила им эффективно применять по нему артиллерию. Местность лучше подходила для механизированного наступления, а в окрестностях города сохранилась в хорошем состоянии дорожная сеть. Ирану удалось нанести удар неожиданно для противника и продвинуться на несколько километров, но город остался в досягаемости иракской артиллерии, а иранцы понесли потери от средних до тяжелых.

## Ход операции
Основное наступление началось пятого января с короткого артналета. Используя понтонные мосты, иранские части пересекли реку Керхе силами порядка трёх сотен танков 16-й бронетанковой дивизии. Из-за особенностей болотистой местности, далее они могли продвигаться только по дорогам, что вынудило их сформировать длинные походные колонны. Первые три колонны состояли из бронетанковых подразделений, а последняя, четвёртая, включала их пехотную поддержку. Таким образом, пехота отстала от танков, и фланги наступающих оказались оголены.
Иранские части начали движение по дороге между городами Сусенгерд и Дизфуль. Колонны растянулись, двигались медленно и без координации между собой. Иранцы ещё не знали этого, но их план был обречен с того момента, как иракский разведывательной самолёт обнаружил их колонну, продвигающуюся к югу, на Абадан. Таким образом, элемент внезапности был утрачен, и иракцы приступили к планированию ответных действий. Они выдвинули 10-ю бронетанковую бригаду, расположив её вдоль оси иранского наступления, и врыли свои танки по башни, используя их в качестве стационарных огневых точек. Обычно применение этой тактики иракцами было вызвано отсутствием тренированных механиков-водителей, способных успешно маневрировать в бою, что вынуждало зарывать танки, чтобы хотя бы представлять меньшую цель, но в данном случае эта тактика показала себя с лучшей стороны, поскольку болотистая местность и так не позволяла танкам полноценно маневрировать. Итак, танки иракцев (советские Т-62 и Т-55) заняли укрепленные позиции вдоль направления продвижения иранских войск и на встречном с ними направлении. Части Ирака поддерживали ударные вертолёты: Ми-8, Bo 105, Alouette III и Sa-341 Gazelle. Иракская ловушка была готова.
На следующий день, 6 января, иранцы впервые вошли в соприкосновение с иракскими бронетанковыми подразделениями. Недостатки иранской операции привели к катастрофе, не позволив им вовремя обнаружить засаду. Иракцы расстреливали иранские танки с трех сторон: во фронт и с флангов. Иранцы попробовали прорвать иракские порядки танковым кулаком, но понесли тяжелые потери. Затем они попробовали маневрировать, но иранские танки увязали в грязи, едва сойдя с твердого покрытия дороги. Первая иранская бригада была практически полностью уничтожена, бросив поврежденную и увязшую технику в болоте. Несмотря на это, иранцы упорствовали, и бросили в бой следующую бригаду.
Результат наступления второй бригады совпал с результатами первой. К бою подключились иранские вертолёты AH-1J SeaCobra, уничтожившие несколько вкопанных иракских танков, но их действия не могли существенно облегчить положения сухопутных войск и бронетанковые подразделения продолжали нести тяжелые потери. Вдобавок, иракцы подтянули средства ПВО и уничтожили несколько иранских вертолётов. К бою присоединились иракские противотанковые части пехоты, превратив для иранцев проигранный бой в избиение. Жестокий бой шел на малых дистанциях. Иракской авиации удалось уничтожить понтонные мосты через реку Керхе, отрезав иранским танкам пути к отступлению, а большей части иранской пехоты, не успевшей пересечь реку — возможность поддержать гибнущие на противоположном берегу танковые подразделения. Иранские ударные вертолёты были перехвачены иракскими истребителями, уничтожившими или повредившими несколько машин. Два вертолёта сбил замком 39-й эскадрильи на истребителе МиГ-23МС.
К восьмому января иранские наступающие порядки смешались. Большинство танков двух бригад, наступавших первыми, потеряны: или уничтожены, или брошены в грязи. Третья бригада, пытавшаяся продолжать атаки, не могла сколько-нибудь значительно продвинуться. Операция Наср была отменена, и иранцы начали отходить. Пехота укрепилась на восточном берегу Керхе, чтобы предотвратить контрнаступление иракцев, а иранским инженерно-саперным подразделениям удалось восстановить понтонный мост через реку. Артиллерия, прикрывающая иранское отступление попала под атаки иракской авиации, батарея 175-мм самоходных орудий M107 была разбита авиаударом МиГ-23БН 14-й эскадрильи. Третья иранская бронетанковая бригада оторвалась от преследующих иракских частей и вернулась на свой берег.
В то же время, как иракцы разбили наступающие иранские соединения под Дизфулем, иранская пехота, запертая в осажденном Абадане, в соответствии с планом операции Наср попыталась прорвать кольцо окружения. Даже если бы 16-я бронетанковая дивизия не была разбита, маловероятно, что они бы смогли соединиться с ней. Иранская пехота понесла тяжелые потери и отброшена обратно в Абадан.

## Итоги и последствия
Иракцы сравнительно легко разбили иранцев. Хотя у Ирана до революции была мощная армия, нанесенный ей революцией урон позволил иракцам столь легко одержать победу, погибло 450 иранских танкистов и военнослужащих других родов войск. С другой стороны, негибкое командование иракских вооруженных сил и отсутствие планирования наперед не позволили иракцам в полной мере насладиться плодами своей победы и превратить поражение иранцев в полное бегство. В основном, иракские танки находились в окопах, и хотя в самой битве за Дизфуль это сослужило хорошую службу, отсутствие спланированного контрнаступления не позволило иракцам организовать полноценное преследование и полностью уничтожить иранцев. Иракские контратаки небольшими отрядами бронетехники при поддержке вертолётов были отбито иранцами с другого берега Керхе.
Для иранской армии это крупное поражение имело серьёзные последствия. Иран потерял, по иракским данным 214 танков, по иранским 88, по меньшей мере 100 единиц другой бронетехники и несколько тяжелых орудий — в целом большую часть 16-й бронетанковой дивизии. Значительная часть бронетехники была захвачена иракцами исправной, после того как иранские экипажи бросили её в топи, и с гордостью потом демонстрировалась в Ираке (а затем частью продана Иордании, а частью оставалась на хранении до вторжения 2003 года). Журналисты, которых пригласили иракцы, насчитали что только на поле боя иранцы оставили около 150 танков, сколько танков иранцы эвакуировали остается неизвестным. Например танков M60 иранцы бросили более 50 штук. Поэтому большинство источников придерживается иракских данных о потерях. Если бы иранцам не удалось в последний момент восстановить понтонный мост, потери были бы ещё хуже. До революции у Ирана была порядка 1700 танков. После революции, боеготовыми из них осталось всего около 1000. Поражение под Дизфулем стоило иранской армии 10-20 % всего танкового парка, что означало значительное уменьшение её военной мощи. Ещё того хуже, при учёте санкций США и их союзников против Ирана, потерянные в бою танки не могли быть заменены или быстро восстановлены при отсутствии поставок запасных частей из США или подконтрольных им стран, а другие страны запчасти к боевой технике производства США и Великобритании практически не производят.

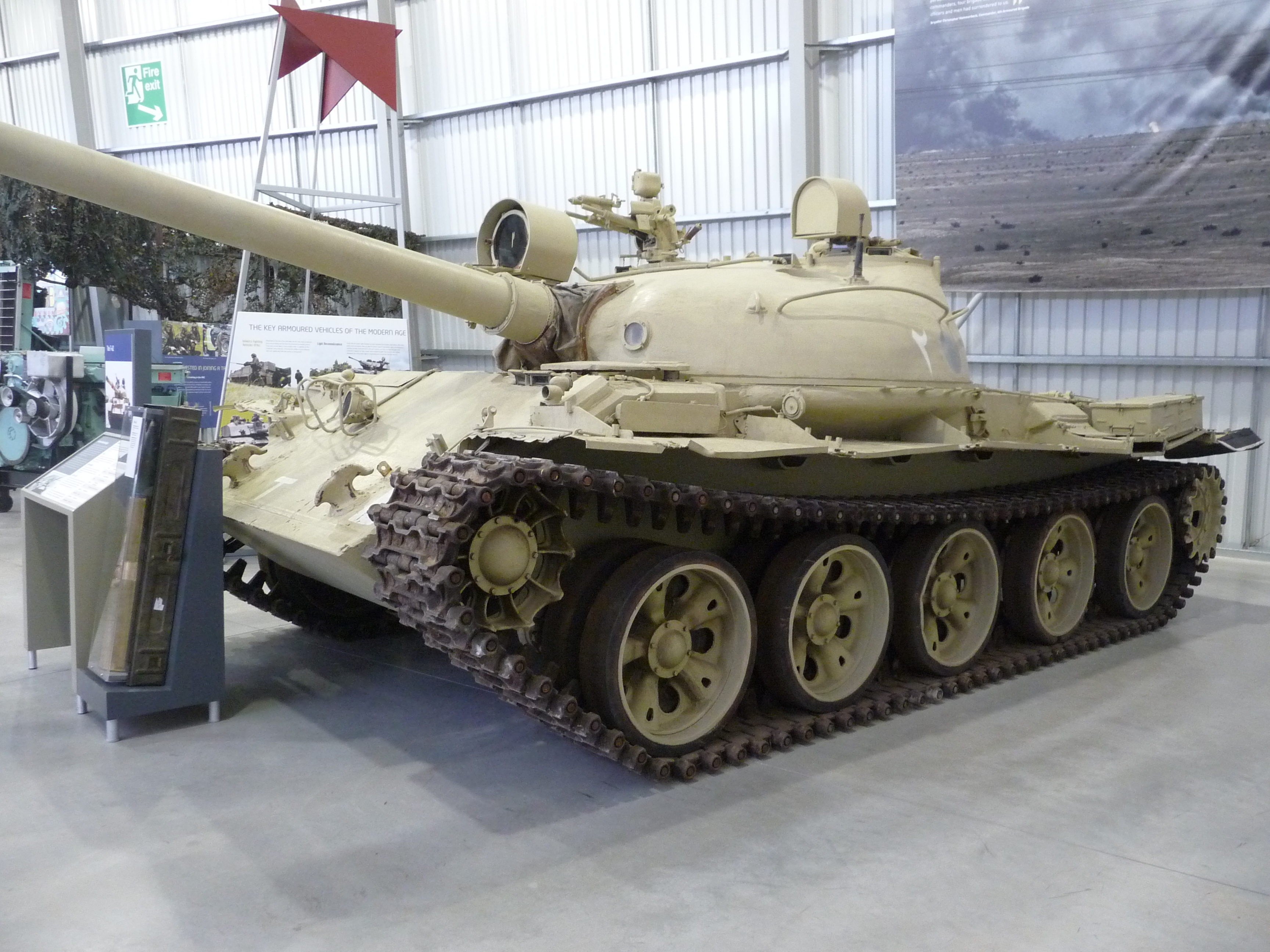
В ходе сражения выяснилось что оперённые бронебойно-подкалиберные снаряды 115-мм пушки У-5ТС танков Т-62 свободно пробивают многослойную лобовую броню танков «Чифтен».

Иракцы одержали решительную победу, потеряв согласно подсчётам журналистов бывших непосредственно на поле боя порядка 40 танков (по данным другого западного источника, не уточняющего источник информации, иракские потери составляли 60—100 танков), также было потеряно несколько десятков единиц другой бронетехники, но эти потери, в отличие от иранских, с легкостью могли быть заменены. Также подтвердилось участие новейших танков Т-72 в этом бою, из 80 участвующих Т-72 было потеряно лишь 3, причём ни одного Т-72 не было потеряно от танкового огня, все потери были от вертолётов «Си Кобра» с противотанковыми ракетами TOW. После боя Ирак провёл выставку трофейной бронетехники в Багдаде, на ней особо отмечался танк «Чифтен» пробитый насквозь — снаряд иракского танка пробил лобовую броню и вылетел через корму.
Иранская авиация совершила большое количество вылетов для поддержки наступления, но не смогла оказать практически никакого влияния. Постоянные атаки ВВС Ирана на свои же войска привели к приказам для наземных иранских войск стрелять по любому летательному аппарату что видят. Потери иранской авиации в ходе операции оказались очень большими — не меньше 15 летательных аппаратов. В их числе 2 истребителя F-5 «Тигр», 5 истребителей F-4 «Фантом» и 8 из 16 боевых вертолётов AH-1J «Си Кобра».
Для Ирана, разгром под Дизфулем имел и политические последствия. Президент Банисадр надеялся, что крупная победа упрочнит его шаткое политическое положение и заставит замолчать его оппонентов. В реальности, случилось прямо противоположное. Рейтинг его поддержки рухнул, а оппоненты атаковали его все яростнее. Ещё того хуже, армия, которую он поддерживал, была дискредитирована ещё хуже, чем раньше. К июню 1981 года Банисадр настолько потерял поддержку, что иранский парламент вынес ему импичмент. Аятолла Хомейни, который долгое время играл роль нейтрального арбитра и последний год пытался уладить разногласия между Банисадром и его оппонентами, в первую очередь Премьер-Министром Мохаммадом Али Раджаи, окончательно разочаровался в нём и утвердил его отставку. Чтобы избежать ареста, Абольхасан Банисадр втайне бежал из страны вместе с перебежчиком-пилотом ВВС. Банисадр был заменен неофициальной хунтой, возглавляемой новым Президентом Раджаи, новым Премьер-Министром Бахонаром и спикером Парламента Хашеми Рафсанджани. На время войны, Иран стал однопартийным государством, возглавляемым Исламской Республиканской Партией.
Импичмент Банисадра привел в Иране к периоду террора и гражданской смуты. По крайней мере несколько сотен государственных служащих были убиты, в том числе Раджаи и Бахонар, а Хашеми Рафсанджани едва избежал гибели. Иранский режим ответил собственным террором, казнив более трех тысяч членов оппозиции и повторив чистки в армии. Со временем, оппонентов, включая не согласных с политикой правительства священослужителей, удалось подавить.
К сентябрю политическая ситуация стабилизировалась, сторонники жесткого курса плотно контролировали правительство, и военная эффективность Ирана значительно улучшилась. Ястребы были готовы использовать армию себе на пользу, и без борьбы за власть, Иран снова мог эффективно воевать. В результате тяжелых потерь в снаряжении и утраты доверия, Иранская регулярная армия отошла на второй план, а на первый вышел КСИР со своими нетрадиционными тактиками.